# Shockschade
Met vergoeding van shockschade wordt de schadevergoeding aangeduid, waarop iemand recht kan hebben, als hij of zij een ongeval heeft waargenomen, of direct geconfronteerd wordt met de ernstige gevolgen ervan. Het gaat daarbij om het psychisch leed, dat rechtstreeks door de confrontatie met het ongeval of de gevolgen ervan is en wordt veroorzaakt. Het wordt ook wel confrontatieschade genoemd. In België wordt gesproken van schade door weerkaatsing.
Het kan daarbij zowel gaan om vergoeding van materiële schade als om immateriële schade, smartengeld.
Shockschade moet, in het Nederlands recht, worden onderscheiden van affectieschade, de schade die bestaat uit het verdriet door het overlijden of ernstig gewond raken van een naaste. De psychiatrie kent overigens dit onderscheid niet en is ook niet in staat dit onderscheid te maken, aldus een door Rechtbank Middelburg overgenomen deskundigenrapport.
In België spreekt men van morele schade.

## Voorwaarden
Om voor toekenning van shockschade in aanmerking te kunnen komen is vereist
- dat een ernstig ongeval heeft plaatsgevonden waardoor iemand is overleden of ernstig gewond is geraakt;
- dat de betrokkene het ongeval zelf heeft waargenomen of aanstonds na het ongeval ter plaatse is gekomen en geconfronteerd is met de ernstige gevolgen ervan, waardoor een emotionele schok teweeg wordt gebracht, en
- dat bij de betrokkene sprake is van een ernstige mate van geestelijk letsel.

Andere voorwaarden uit het nader te bespreken Kindertaxi-arrest:
- Er moet een overtreding van een verkeers- of veiligheidsnorm zijn.
- Er moet zijn voldaan aan de overige eisen van art. 6:162 BW: de onrechtmatige daad
- Er moet een door de psychologie erkend ziektebeeld aanwezig zijn bij de benadeelde
- Een affectieve band is niet vereist, maar het maakt het bewijzen van shockschade wel gemakkelijker.

## Ontwikkeling in Nederland
Tot voor kort werd aangenomen, dat het Nederlandse rechtsstelsel zich niet leent voor vergoeding van immateriële schade, die het gevolg is van het overlijden of ernstig gewond raken van een naaste. Men vond dat de schade van nabestaanden niet in geld kan worden uitgedrukt, terwijl men bang was voor een stijging van de verzekeringspremies, als nabestaanden ook een recht op vergoeding van immateriële schade zouden hebben. Bovendien zou de kans bestaan op vercommercialisering van het verdriet.
Sinds 2000 is er een kentering in de rechtspraak in Nederland. Aan een moeder, van wie het zevenjarige zoontje kort voor de echtscheiding door haar echtgenoot wordt gedood met het oogmerk, om haar te treffen, wordt een smartengeld toegekend van 100.000 gulden. Het hof Amsterdam kent op 3 februari 2000 aan een weduwe en haar vier kinderen ieder een smartengeldbedrag toe van 40.000 respectievelijk 20.000 gulden, die hun man en vader door een verkeersongeval hebben verloren. Het gaat in deze beide gevallen om een vergoeding vanwege het overlijden, affectieschade geheten.

## Kindertaxi-arrest
Het eerste echte geval van toekenning van shockschade is het verkeersongeval, waarbij een taxibusje achteruit rijdend op een woonerf een vijfjarig meisje aanrijdt en met het achterwiel over haar hoofd heen rijdt. De moeder is op dat moment niet aanwezig, maar komt snel ter plaatse en wordt geconfronteerd met het zeer ernstige hoofdletsel van het meisje. De moeder komt daarna te lijden aan een ernstige posttraumatische stressstoornis, als gevolg waarvan zij schade lijdt. Omdat de moeder is geconfronteerd met de ernstige gevolgen van het ongeval, kent het Hof Amsterdam haar een smartengeldbedrag toe van f 30.000. Deze uitspraak werd in cassatie bevestigd door de Hoge Raad.
Uit deze uitspraak blijkt, dat voor toekenning van shockschade vereist is, dat er een rechtstreeks verband bestaat tussen het gevaarzettend handelen enerzijds en het geestelijk letsel, dat een derde door een directe confrontatie met het ongeval of met de gevolgen ervan oploopt anderzijds. Confrontatie met het letsel of overlijden achteraf en niet op de ongevalsplaats zelf wordt in de rechtspraak in het algemeen niet als voldoende aangemerkt om voor vergoeding van shockschade in aanmerking te kunnen komen. Bovendien moet het bestaan van het geestelijk letsel door de rechter kunnen worden vastgesteld, wat in het algemeen betekent dat sprake moet zijn van een in de psychiatrie erkend ziektebeeld. Een affectieve relatie met het slachtoffer is niet vereist, wel zal in dat geval eerder worden aangenomen dat sprake is van geestelijk letsel als gevolg van de confrontatie met het ongeval of de gevolgen ervan.
Het probleem was dat de chauffeur niet onrechtmatig had gehandeld jegens de moeder. Zij kon slechts art. 6:108 lid 2 BW eisen, kosten voor de lijkbezorging. Het hof bedacht een constructie waardoor er wel jegens de moeder onrechtmatig zou kunnen zijn gehandeld. Deze constructie is door de Hoge Raad overgenomen. 'Verkeers- en zorgvuldigheidsnormen strekken ook om eventuele omstanders te beschermen en niet alleen de benadeelde.'
Andere voorbeelden van toekenning van shockschade zijn het overlijden van een zwangere vrouw in de armen van haar echtgenoot nadat zij wachtend voor een voetgangersoversteekplaats door een vrachtwagen die de bocht te krap nam was aangereden en de twee broers die hun vader door een verkeersongeval zien overlijden.

## Shockschade: de Hoge Raad preciseert zijn jurisprudentie
Het kindertaxi-arrest zoals in bovenstaande is beschreven heeft gegolden tot 28 juni 2022. Mede door het arrest "Vilt" was er in de rechtspraak onduidelijkheid ontstaan. In dat arrest werd namelijk geen shockschade aangenomen en dat kwam de Hoge Raad op stevige kritiek te staan van de Advocaat-Generaal Spronken en Lindenbergh. Hierop heeft de Hoge Raad haar jurisprudentie met betrekking tot shockschade geprecisieert en wel in het arrest "Val van een flatgebouw".  In dat arrest gaat het om een vader die geconfronteerd wordt met het stoffelijk overschot van zijn dochtertje. Het slachtoffer is door toedoen van de moeder van een flatgebouw naar beneden gevallen. De moeder is hier later ook strafrechtelijk voor veroordeeld. De vader moet later het stoffelijk overschot van zijn dochter identificeren. Daarbij wordt hij geconfronteerd met het lichaam dat onderhavig is geworden aan de gevolgen van de val. Ook krijgt hij gedurende de terechtzitting lugubere details te horen omtrent het voorval. Dat tezamen met het verdriet zorgt ervoor dat de vader wordt gediagnosticeerd met een posttraumatische stressstoornis. De vader vordert in de civiele procedure jegens de moeder van het meisje een shockschade vergoeding. Wanneer men de arresten Vilt, Taxibus, alsmede de Arnhemse-lijn bekijkt zou de vader eigenlijk geen recht hebben op deze vergoeding. Uit die twee arresten komt namelijk naar voren dat men vrijwel direct na het voorval met de gevolgen voor het primaire slachtoffer moet zijn geconfronteerd en dat deze confrontatie onverhoeds en onvermijdbaar moet zijn, alsmede een hevige shock heeft veroorzaak. Vaak was dat het geval als men gediagnosticeerd werd met een in de psychiatrie erkend ziektebeeld, men moet dan denken aan de DSM-categorieën. Dat is hier niet het geval. De vader kreeg pas gedurende de zitting en ten tijde van het identificeren van het stoffelijk overschot te maken met de gevolgen, zoals de Hoge Raad deze bedoelde in zijn voorafgaande jurisprudentie. Met dit arrest construeert de Hoge Raad een aantal nieuwe (bijkomende) factoren:
Iemand die een ander door zijn onrechtmatige daad doodt of verwondt, kan ook onrechtmatig jegens degene bij wie de confrontatie met die daad of de gevolgen daarvan een hevige emotionele shock tweegbrengt (het secundaire slachtoffer). Gezichtspunten die daarbij een rol spelen zijn:
1: de aard, toedracht en gevolgen van de jegens het primaire slachtoffer gepleegde onrechtmatige daad;
2: de wijze waarop het secundaire slachtoffer wordt geconfronteerd met de jegens het primaire slachtoffer gepleegde onrechtmatige daad en de gevolgen daarvan;
3: en de aard en hechtheid van de relatie tussen het primaire en het secundaire slachtoffer. Daarbij in acht nemend dat het louter kan gaan om geestelijk letsel bij het secundaire slachtoffer. Dat geestelijk letsel dient tevens voldoende objectiveerbaar te zijn. Het dient dan niet meer te gaan om een in de psychiatrie erkend ziektebeeld, vastgesteld door een daartoe bevoegde en bekwame deskundige. Nu dient louter te worden vastgesteld door voornoemde bekwame deskundige dat er sprake is van dusdanig geestelijk letsel dat shockschade gerechtvaardigd is. 
1. 1 2  Rechtbank Middelburg 25 juni 2003, ECLI:NL:RBMID:2003:AH9234, VR 2004, 23. "Vaststelling shockschade als deskundige geen onderscheid kan maken tussen shock en affectieschade. Bepaling schade ex aequo et bono"
2. ↑  Hoge Raad 26 oktober 2001, ECLI:NL:HR:2001:AB2775, NJ 2002, 216, noot J.B.M. Vranken.
3. ↑  VR 2000, 86[bron?]
4. ↑  Hoge Raad 21 februari 2002, ECLI:NL:HR:2002:AD5356, NJ 2002, 240, JOL 2002, 121, RvdW 2002, 48, VR 2002, 91, JWB 2002/77.
5. ↑  Gerechtshof Den Haag 19-09-2006, VR 2007,83[bron?]